# Papel psíquico
El papel psíquico, también conocido como papel médium es un objeto de ficción muy utilizado por el Doctor en la serie británica de ciencia ficción Doctor Who. Debutó en el episodio de la primera temporada moderna El fin del mundo, y desde entonces ha tenido un nivel de apariciones y popularidad muy similar al destornillador sónico.

## Características e historia
Descrito como papel "ligeramente psíquico", apareció por primera vez en el episodio El fin del mundo. Tiene la apariencia de una hoja de papel en blanco, guardada en una cartera común similar a una funda para el pasaporte. Permite a aquel que lo tenga en sus manos mostrar a cualquiera lo que él quiera que vea en la hoja, imitando cualquier tipo de documento a los ojos de quien lo ve. Puede incluso engañar a lectores de tarjetas electrónicas (El planeta de los muertos) y funcionar en lectores de bonobús (El planeta de los muertos). El personal del Instituto Torchwood recibe entrenamiento contra el papel psíquico y por tanto son inmunes al mismo. Además, no funciona con aquellas personas cuyo nivel de inteligencia es muy elevado; El Doctor mostró el papel a William Shakespeare en El código Shakespeare y este le dijo que estaba en blanco, lo que el Doctor señaló como una prueba de que Shakespeare es un genio. 
El uso del papel psíquico y los resultados obtenidos suelen variar. El El niño vacío, Jack Harkness dice que manejarlo es "difícil" y Rose dice que "no se debe dejar la mente vagar cuando se utiliza". En ese episodio, tanto Rose como él se pasan detalles privados sobre ellos mismos cuando se pasan el papel psíquico entre ellos. En Dientes y garras, el propio Doctor se sorprende cuando la reina Victoria dice "Pone claramente que ha sido aisgnado por el Lord Provost como mi protector". En La caja tonta, el Doctor le enseña el papel a un guarda, y después tiene que mirarlo él mismo para decirle a Tommy que el guarda piensa que él es el rey de Bélgica. En su presentación en El fin del mundo, el Noveno Doctor le muestra el papel al encargado mientras dice en voz alta lo que quería mostrarle en el papel al mismo tiempo. La respuesta del encargado de "Bueno, obviamente..." da la impresión de que cuando la persona con él papel dice lo que debería poner en el mismo, lo hace. El Décimo Doctor usa ambos métodos, especificando al capitán de la Guardia, pero dejando que la reina Victoria vea lo que necesita ver. El papel aparece en Un cuento de Navidad, pero no logra engañar a su objetivo para que crea que el Undécimo Doctor está certificado como "persona responsable". En su lugar, muestra líneas onduladas, y el Doctor comenta: "por fin, una mentira demasiado grande".
El papel psíquico tiene el poder de recibir mensajes de todo el universo, como se muestra por primera vez en Nueva Tierra, cuando el Rostro de Boe le envía al Doctor un mensaje mediante el papel psíquico, y una vez más en Silencio en la biblioteca, cuando el Doctor recibe un mensaje de la profesora River Song. En En el último momento, el Doctor también recibe un mensaje de los Atraxi al papel psíquico que explica que "el prisionero cero ha escapado", haciendo que el Doctor entienda que el prisionero cero escapó a través de la grieta en la pared de Amelia. En Terrores nocturnos, el papel psíquico recibe un mensaje de un niño asustado que dice "sálvame de los monstruos", obligando al Doctor a hacer "un servicio a domicilio".